# Consiglio della Corona
Il Consiglio della Corona (in francese: Conseil de la Couronne) è un organo dell'amministrazione del Principato di Monaco, creato con ordinanza del principe Luigi II il 17 novembre 1942.
Si compone di 7 membri, tutti di nazionalità monegasca; il presidente e due membri sono scelti dal principe, i quattro membri restanti sono scelti dal Consiglio nazionale.
Si riunisce almeno due volte l'anno, viene consultato per la ratifica di trattati internazionali, per la dissoluzione del Consiglio nazionale e per le questioni relative alla naturalizzazione. Un altro compito sarebbe quello di ratificare le domande di grazia e amnistia, ma finora nessuna richiesta è mai arrivata al Consiglio della Corona.